# Шведово
Шведово (укр. Шведове) — село,
Зеленобалковский сельский совет,
Широковский район,
Днепропетровская область,
Украина.
Код КОАТУУ — 1225884406. Население по переписи 2001 года составляло 22 человека.

## Географическое положение
Село Шведово находится на расстоянии в 1,5 км от села Широкая Долина и в 2,5 км от села Новое.
По селу протекает пересыхающий ручей с запрудой.

## История
В 1946 г. Указом ПВС УССР хутор Шведово переименован в Далекий.